# 皮奥伊州莫鲁杜沙佩乌
皮奥伊州莫鲁杜沙佩乌（葡萄牙語：Morro do Chapéu do Piauí）是巴西皮奥伊州的一个市镇。总面积328.284平方公里，总人口6398人，人口密度19.5人/平方公里。